# Laser Chess
Laser Chess è un videogioco di strategia a turni pubblicato nel 1987 sotto forma di codice sorgente per diversi tipi di computer dalla rivista statunitense Compute!. Vagamente simile agli scacchi, consiste nel muovere pedine dotate di superfici riflettenti in grado di deviare un raggio laser.
La prima versione fu scritta autonomamente da Mike Duppong per Atari ST nel linguaggio Modula-2 e partecipò a un concorso di programmazione della rivista derivata Compute!'s Atari ST Disk & Magazine, vincendo il primo premio di 5000 $.
In seguito, nel numero di giugno 1987, Compute! pubblicò conversioni realizzate da propri collaboratori per Amiga, Apple II, Atari 8-bit e Commodore 64, sotto forma di sorgenti in BASIC, eccetto quella per C64 che è in linguaggio macchina. A settembre uscì la conversione per MS-DOS, sul dischetto allegato alla rivista derivata Compute!'s PC Magazine.
Laser Chess continuò a essere diffuso e apprezzato come gioco freeware negli anni successivi.
Nel 1989 Mike Duppong sviluppò una variante più complessa, Advanced Laser Chess per Amiga, uscito su dischetto allegato a Compute!'s Amiga Resource.
Negli anni sono state sviluppate altre conversioni non ufficiali di Laser Chess e Advanced Laser Chess per varie piattaforme, tra cui Windows, Java, Game Boy Advance, iOS.
Il concetto è stato realizzato anche come vero gioco da tavolo con Khet (2005) e Laser Chess (2011).

## Modalità di gioco
Laser Chess è soltanto per due giocatori umani in competizione; in nessuna versione ufficiale venne introdotto un avversario computerizzato. Il gioco si svolge su una scacchiera 9 x 9 mostrata dall'alto. Ogni giocatore inizia con 18 pezzi, di 8 tipi diversi, disposti sulle prime due righe del proprio lato della scacchiera. L'obiettivo è eliminare il re dell'avversario. I pezzi si possono eliminare colpendoli con un raggio laser oppure catturandoli con un proprio pezzo come negli scacchi, ma solo alcuni tipi di pezzi ne hanno la capacità.
Ogni giocatore ha un solo pezzo armato di laser, che può sparare un raggio continuo che viaggia in orizzontale o verticale finché non distrugge un pezzo (si può colpire accidentalmente anche uno dei propri) o esce dalla scacchiera. Molti pezzi hanno una o due superfici a specchio, evidenziate con un colore diverso, che possono riflettere il raggio, purché sia orientata verso di esso. Diversi tipi di pezzi tra cui il laser, oltre che spostati, possono essere ruotati su sé stessi a passi di 90°. Ruotare serve a orientare gli specchi, per difendersi o per usarli come punti di rimbalzo del proprio laser. La perdita del laser non determina la sconfitta, ma può dare un grosso svantaggio, perché è la principale arma offensiva.
Al proprio turno, il giocatore può fare due mosse, con due pezzi distinti oppure muovendo due volte lo stesso pezzo. Tutti i pezzi si spostano allo stesso modo, di una casella in orizzontale o in verticale. Ciascuna mossa può essere uno spostamento, una rotazione di 90°, o un colpo del laser (ma non è consentito sparare due volte in un turno).
Catturare un pezzo nel modo tradizionale è possibile solo usando il re o uno dei pezzi chiamati "blocchi". Un pezzo particolare è l'"ipercubo", che è immune al laser, e quando si sposta sopra un altro pezzo, anche alleato, anziché catturarlo lo teletrasporta su una casella vuota scelta a caso. Un altro pezzo unico è lo "sdoppia-raggio" che, se colpito da un certo lato, riflette due raggi distinti in direzioni opposte. I restanti tipi di pezzi sono vari generi di specchi, tra cui quelli orizzontali/verticali piatti, che se colpiti da un raggio parallelo alla superficie vengono attraversati senza danni.
Al centro della scacchiera c'è una casella speciale che ferma il laser e funge da teletrasporto fisso, in modo simile agli ipercubi.

## Advanced Laser Chess
Il seguito Advanced Laser Chess, uscito ufficialmente solo per Amiga nel 1989, si basa sugli stessi principi, ma con molti ampliamenti. La scacchiera è aumentata a 11 x 15, con 27 pezzi per giocatore, di 11 tipi. Tra le principali novità, oltre ai pezzi laser ci sono pezzi che possono sparare un raggio congelante, che rende i nemici inutilizzabili e indifesi per una durata casuale. Le mosse disponibili per turno salgono a tre. Le caselle speciali a centro scacchiera sono di più e sono mutevoli.
Anche questa versione è solo per due giocatori umani. Viene introdotta l'opzione per il salvataggio della partita. Un editor di scacchiera venne pubblicato come programma a parte.